# 末永敬一朗
末永 敬一朗（すえなが けいいちろう、1982年10月18日 - ）は、日本の元ラグビー選手。

## プロフィール
- 長崎県出身。
- ポジションはナンバーエイト(No8)、フランカー(FL)。
- 身長 183cm、体重 98kg
- ニックネームはスエ。
- U19日本代表に選ばれたことがある[1]。

## 略歴
2001年、長崎南山高校卒業後、中央大学に入学する。なお長崎南山高校時代、高校日本代表に選ばれたことがある。
2004年、中央大学ラグビー部の副将に就任した。
2005年、中央大学卒業後、リコーブラックラムズに加入。
2008年1月5日に行われたジャパンラグビートップリーグ第9節の三菱重工相模原ダイナボアーズ戦にて途中出場で公式戦初出場を果たす。
2010年、現役を引退した。